# トムトム

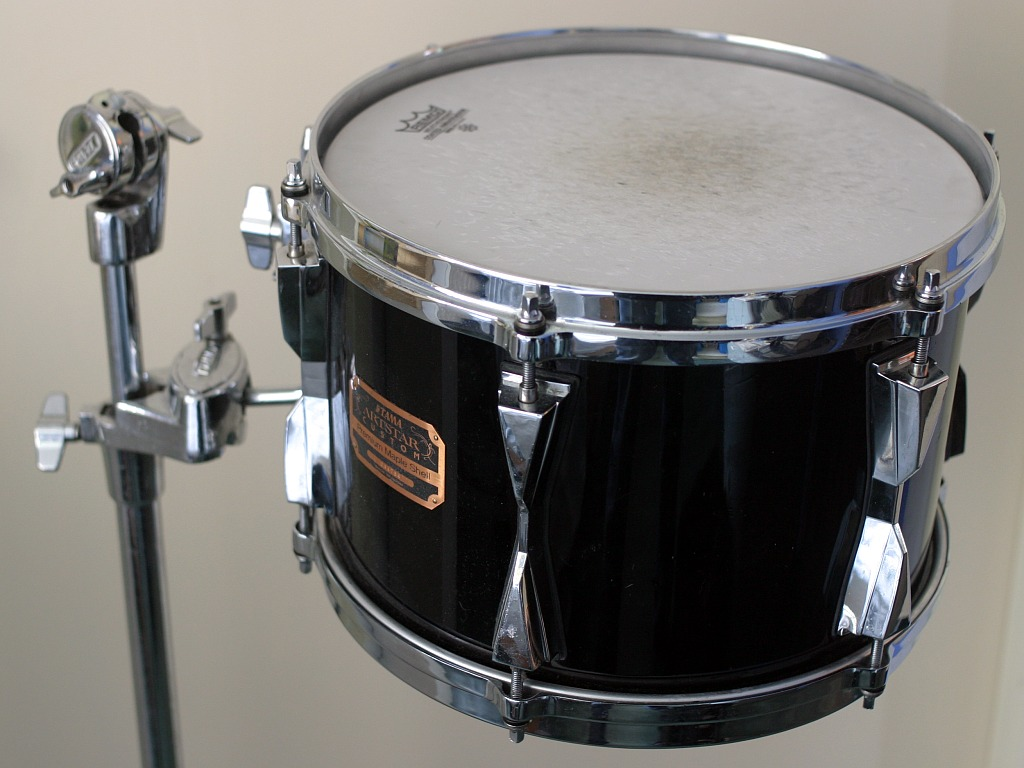
トムトム (12″×8″)

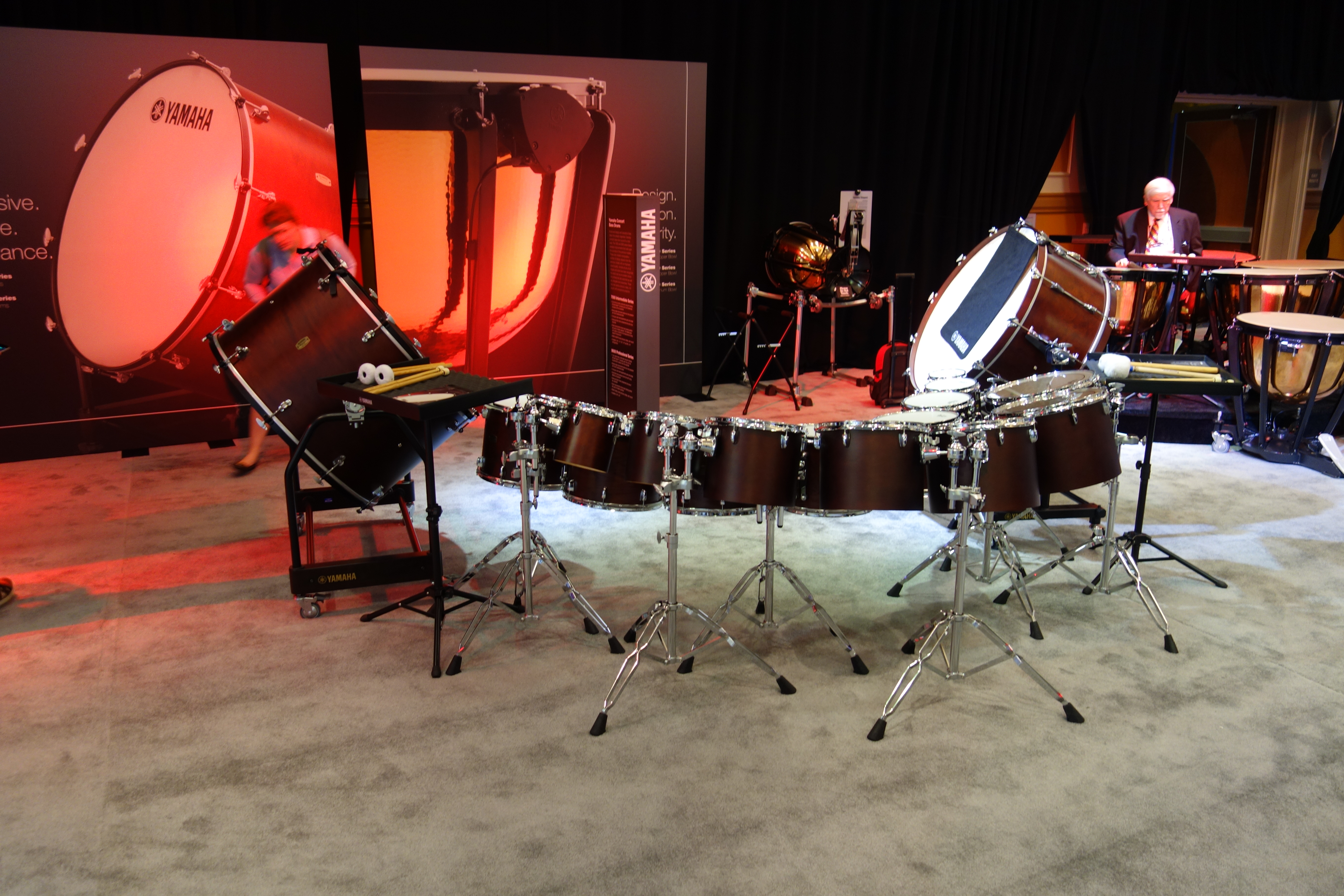
コンサートタム（写真中央付近）

トムトム（tom‐tom）は、スナッピー（響き線）のない中型のドラム。
膜鳴楽器に分類される。
ジャズ、フュージョン、ロック等のドラム奏者の間では「タムタム」あるいは単に「タム」と呼ばれる。

## 由来
この楽器はアジアもしくはネイティブ・アメリカンに由来するとされる。この楽器は古くは通信手段として使われていた。

## 構造
円筒形の胴に、上面と下面、もしくは上面のみに「ヘッド」と呼ばれる膜（通常はプラスティック製）が張られている。上面にのみヘッドが張られているタムタムは両面にヘッドが張られている物と区別して「メロディック・タム」とも呼ばれている。スネアドラムの胴を深くしたような形をしているが、響き線（スナッピー）が張られていない点が異なる。

## 使用
ドラムセットでは、欠かせない楽器であると言え、大きさの異なるトムトムが2～4個用いられることが多い。楽器はスタンドに固定したり、バスドラムの上部にセットする。楽器下部に付属する脚により床に置くものは、フロアタムと呼ばれることがある。
オーケストラや吹奏楽等の編成で用いられる場合は、「コンサートタム」と呼ばれることが多い。異なる大きさの4～8個程度のトムトムの全てをスタンドに固定し、演奏するスタイルは 通例「立奏」である。
マーチングバンドではピッチの違う複数のトムトムをキャリングホルダーに取り付けたり、スタンドに設置して演奏される。ハイピッチでチューニングされるためティンバレスと似たような音が出る。ティンバレスとは構造は同じであるが、歴史的に異なった流れであり違う楽器と認識されている。

## トムトムの印象的な楽曲
- ウエスト・サイド・ストーリー / L.バーンスタイン
- 打楽器と小管弦楽のための協奏曲 / D.ミヨー
- エクストリーム・メイクオーヴァー / ヨハン・デ・メイ
- ヴァイオリン協奏曲第2番、交響曲第14番 / D.ショスタコーヴィチ